# Conus tinianus
Conus tinianus é uma espécie de gastrópode do gênero Conus, pertencente a família Conidae.

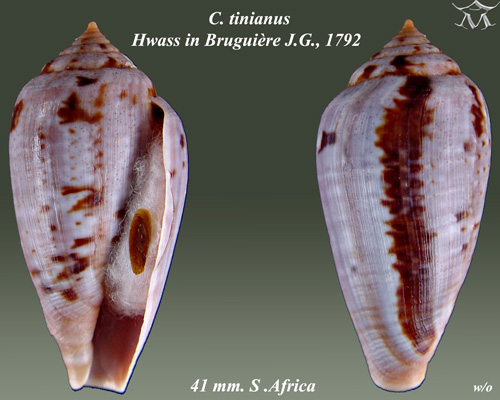
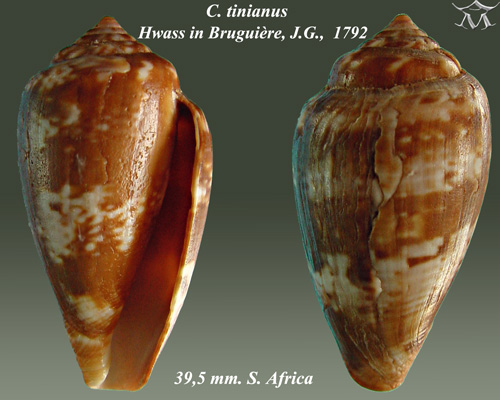
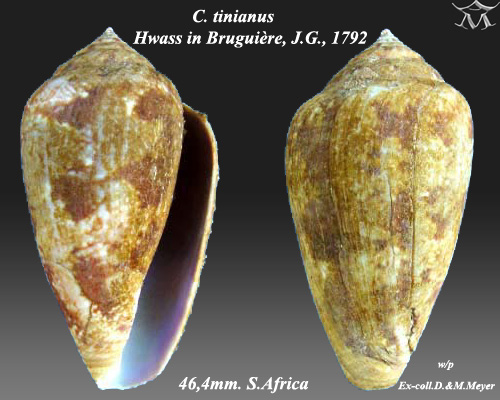